# Энчёпинг
Э́нчёпинг (швед. Enköping) — город в Швеции, расположенный в лене Уппсала. Лежит на реке Энчёпингсо, впадающей в озеро Меларен. Расстояние до Стокгольма 77 км, до Вестероса — 30, а до Уппсалы 40 километров, имеет с ней прямое соединение через шоссе Riksväg 55, на границе двух коммун находится городок Эрсундсбро. Является администратинвым центром Энчёпингской коммуны.

## История

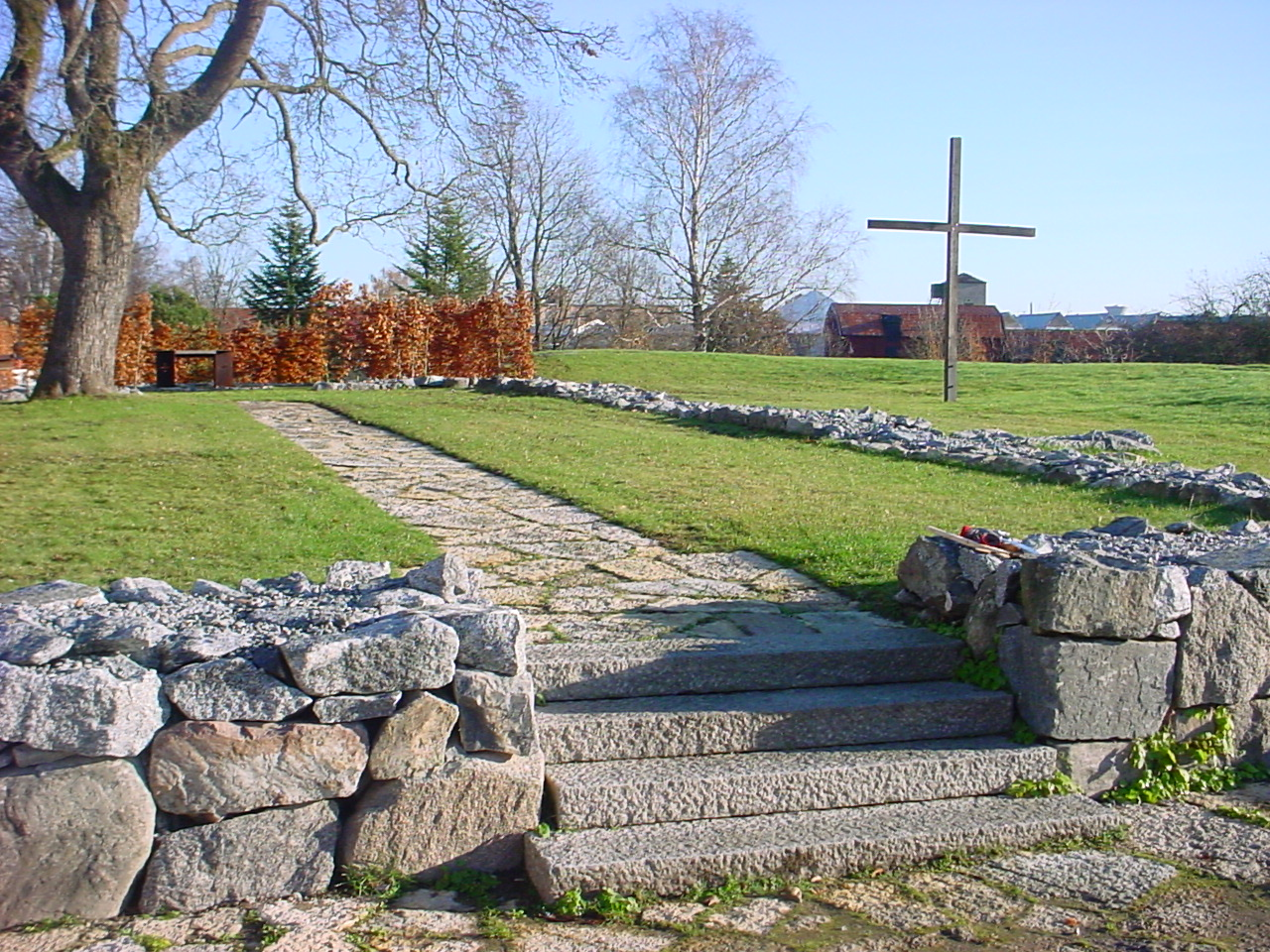
Развалины церкви францисканского монастыря

Энчёпинг впервые упоминается ещё в середине XII века, однако в качестве города он выступает лишь с середины XIII. 
В 1365 году близ Энчёпинга Альбрехт Мекленбургский победил в сражении своего низложенного дядю Магнуса II Эриксона и его сына Хакона норвежского, после чего оба они отказались от притязаний на шведский престол.
Своим ростом обязан увеличившемуся объёму добычи руды в Центральной Швеции. Важную политическую и экономическую роль для города играла ярмарка, открывавшаяся ежегодно на двадатый день после Рождества. В основе экономической жизни Энчёпинга лежала торговля железом, однако она испытывала жёсткую конкуренцию со стороны соседних более крупных городов Арбуги и Вестероса.
В XVIII веке Энчёпинг был аграрным торговым городком, ориентировавшийся на продовольственный рынок Стокгольма, на который он поставлял зерно и корнеплоды. В это время его население составляло чуть более 1100 человек.
Относительно спокойный темп развития Энчёпинга в качестве торгового города во второй половине XIX веке ускорился, и в нём появилось несколько новых отраслей промышленности, в том числе станкостроительная.

## Достопримечательности
В местечке Грилльбю, близ Энчёпинга, расположен основанный в 1988 году, первый в Швеции женский православный монастырь в честь святой Филофеи.
К юго-востоку Энчёпинга обнаружены  петроглифы.